# Marone
Marone (lombardul: Marù) település Olaszországban, Lombardia régióban, Brescia megyében. Lakosainak száma 3101 fő (2023. január 1.). Marone Zone, Pisogne, Gardone Val Trompia, Marcheno, Parzanica, Monte Isola, Sale Marasino és Riva di Solto községekkel határos.

## Népesség
A település lakossága az elmúlt években az alábbi módon változott:
| Lakosok száma | 3209 | 3178 | 3101 |
|               | 2017 | 2018 | 2023 |